# Litla Skálda
Litla Skálda är en medeltida isländsk poetik som finns i två handskrifter, AM 748 Ib 4to (cirka 1300–1325) och AM 757a 4to (cirka 1400). Den ursprungliga texten antas ha tillkommit på 1100-talet och vara föregångare till Snorre Sturlassons Edda.
Litla Skálda, som i de båda handskrifterna följer efter Óláfr Þórðarson hvítaskálds Tredje grammatiska avhandling, består till största delen av en uppräkning av kenningar av samma slag som finns i Skáldskaparmál, men i en annan ordning.  Kenningarna exemplifieras dock inte med utdrag ur skaldediktningen, vilket sker i Skáldskaparmál. Efter kenninglistan följer ett avsnitt om Fenrisulven, vilket i Snorres Edda har sin motsvarighet i Gylfaginning 33. Men till skillnad från Snorre hoppar Litla Skálda över den mytologiska berättelsen om ulven och koncentrerar sig enbart på de heiten som har med ulven och dess fängslande att göra. I detta avseende är Litla Skálda utförligare än Snorre. Vi får till och med veta namnet på ulvens morrhår: de kallas Gjǫlnar. Här slutar Litla Skálda och skrivaren fortsätter med Snorres Skáldskaparmál från kapitel 45 till och med tulorna. AM 748 Ib avslutas därefter med Íslendingadrápa, som inte finns i någon annan handskrift.
Präntningen är i AM 748 Ib pedagogiskt utförd med särskilda nyckelord framhävda i röd och grön färg, och även i marginalerna finns markeringar. Det har av allt att döma, enligt Heimir Pálsson, rört sig om en lärobok som kunnat användas i skolundervisningen.
Det är numera vedertaget att Snorre då han skrev Háttatal använde Háttalykill som förebild, och på liknande sätt tycks han för Skáldskaparmál ha begagnat sig av Litla Skálda. Framställningen i dessa båda verk skiljer sig åt genom att Litla Skálda är mer ostrukturerad och mindre systematisk. Kenningarna ordnas ofta associativt, medan Snorre grupperar dem på ett mer logiskt sätt. En viktig skillnad är också att Litla Skálda, trots att den är en avhandling om skaldekonst, nästan helt saknar fackterminologi. Det är ”oppsiktsvekkende”, skriver Inger Helene Solvin, att inte ens ordet ”kenning” förekommer trots att verket framför allt handlar om kenningar. Snorre är den förste som inför denna term, men han är inkonsekvent både då han exemplifierar och då han förklarar begreppet. Tydligen var termen ännu inte helt etablerad vid denna tid – kanske var det Snorre själv som hittade på den. Inte förrän med Óláfr Þórðarson hvítaskálds Tredje grammatiska avhandling blir begreppet väl definierat. Det ser alltså ut som om Litla Skálda, Skáldskaparmál och Óláfr Þórðarsons Tredje grammatiska avhandling representerar tre utvecklingssteg på väg mot en norrön poetik, summerar Solvin.
Författaren till Litla Skálda är okänd, men enligt Judith Jesch pekar indicierna mot Orkneyöarna. Litla Skálda har exempelvis excerperat kenningar ur Rǫgnvaldr jarls diktning, vilka Snorre har ignorerat och inte heller skulle ha godkänt. Så kan till exempel ordet ”snö” enligt Litla Skálda användas i både guld- och silverkenningar, men enligt Snorre är detta omöjligt. Guld och silver förhåller sig till varandra som eld och is. ”I kenningar kallas guldet armens, ledens eller benets eld eftersom det är rött, och silvret snö eller is eller frost eftersom det är vitt”, skriver Snorre. Fall där Litla Skálda och Skáldskaparmál på detta sätt står i konflikt med varandra är särskilt viktiga för dateringen av Litla Skálda.
Inger Helene Solvin, som jämfört kenningtyperna i Litla Skálda med kenningar i den bevarade skaldediktningen, gissar att mannen bakom Litla Skálda kan ha varit munken Gunnlaugr Leifsson (cirka 1140–1218/1219) från Tingöre kloster. Han är visserligen mest känd som sagaförfattare, men en episk dikt av honom har bevarats, nämligen Merlínússpá, om världens (och Englands) öden fram till yttersta domen.